# Покрив
Покривът е горното покритие на сградите, което предпазва вътрешността от атмосферното влияние, дъжд и сняг. Друга основна функция на покрива е топлоизолацията (запазване на топлината и защита от прегряване.
Покривът представлява горен завършек на сгради и съоръжения, който има съществена роля за защита от атмосферните влияния и предоставя уют и комфорт на жителите. Този структурен елемент може да бъде изграден от разнообразни материали като черепица, метал, плоскости от стъкло, бетон и др. В зависимост от климатичните условия и архитектурния стил, покривите могат да придобият различни форми и наклони.
Освен защитния аспект, покривите са важни и за визуалния аспект на сградите. Те могат да бъдат артистично обработени, допринасяйки за естетиката на обекта. Допълнително, покривите могат да интегрират възобновяеми енергийни системи като слънчеви панели или зелени насаждения, допринасяйки за устойчивостта на сградите.
Исторически, покривите са израз на културното наследство и архитектурното разнообразие на различни региони. Техните форми и материали понякога отразяват местните обичаи, климатични условия и наличните ресурси. Развитието на нови технологии и материали продължава да променя начина, по който се проектират и изграждат покривите, съчетавайки функционалност и иновации.

## Терминология, свързана с покривите
Според това, колко равнини изграждат покрива, могат да се различат:
- Плосък – от една хоризонтална равнина;
- Едноскатен – от една наклонена равнина (скат);
- Двускатен (оседлан), трискатен (калкан), многоскатен – от повече наклонени равнини (скатове);

В зависимост от разположението на пресичащите се равнини, покривите могат да бъдат още двускатен скосен, четирискатен скосен, мансарден, пирамидален, шедов (трионообразен) и др.
- Плосък покрив
- Едноскатен покрив
- Двускатен покрив
- Двускатен скосен покрив
- Четирискатен покрив
- Мансарден покрив
- Шедов(трионообразен) покрив

При изграждането на покривна конструкция, за да се избегне традиционния изглед на сградите или по други съображения, се използват елементи от други геометрични повърхнини, при което се получава цилиндричен, дъгов, куполен и други видове покриви.
В строителството се използват определени термини за частите на покрива:
- Било се нарича частта от покрива, която свързва в горния им край два равнинни участъка от покрива;
- Маия е изпъкналото място, където се събират скатовете на покрива;
- Улама е вдлъбнатата част, която остава между два ската на покрива. Тя събира и отвежда водата и от двата ската;
- Стряха – частта от покрива, разположена извън външните стени на сградата;
- Капчук – долен ръб на стряхата;
- Улук – коритообразен елемент, предназначен за отвеждане на водата от покрива до водосточните тръби;
- Водосточни тръби – тръби, които отвеждат водата от улуците до земята или канализацията;
- Челна дъска – плоскост, която скрива краищата на гредите.

## Дървен покрив
Традиционно в строителството на къщи в България се използва класическа дървена покривна носеща конструкция. Нейните основни елементи са:
- Главна биндерна греда – гредата, свързваща ребрата и долните столици (гредите, поставени успоредно на капчуците и перпендикулярно на ребрата).
- Столица – бива подложна, билна и средна. Разполагат се успоредно на капчуците и перпендикулярно на ребрата и служат за укрепване на цялата покривна конструкция.
- Ребра – греди, наредени успоредно от билото до капчуците. Ребрата поемат товарите от покривката и ги прехвърлят на столиците.
- Стойки (поп). Вертикално разположени греди, свързващи и укрепващи хоризонталните.
- Наклонена подпора (маказа).
- Клещи – дебели дъски или талпи, които обхващат други елементи от двете страни.

## Други видове материали за покриви
Покривите могат да се определят и според използваното покритие:
- Вероятно един от най-старите използвани материали са каменните (шистови) плочи, добивани от най-често от речните корита и обработени допълнително.
- Класическо покривно покритие е това от глинени керемиди. Предимството им е, че са изключително трайни, притежават добри хидро и топлоизолационни характеристики. Използват се само при наклонените покриви, като при реденето им се изисква минимум 15 градуса наклон.
- През последните десетилетия в строителството масово навлизат изкуствените керемиди, направени от цимент, пясък и оцветители. Предимството е, че запазват класическия вид на покрива, но са с богат избор на цветове и форми. Притежават добра дълготрайност (над 40 години).
- Към изкуствените керемиди могат да се причислят и полимерните, при които циментът като изграждащо вещество е заменен от полимери. Предимството е в тяхната удароустойчивост и много добри хидроизолационни качества;
- Сред предпочитаните решения е и металният покрив. Това се дължи на неговата дълга експлоатация и лесен монтаж.

- Покривка с каменни плочи, вдясно-с турски керемиди
- Покривка с шистови плочи(Германия)
- Покривка с керемиди
- Било на църквата St. Marien, Любек, Германия (обшивка от ламарина)
- Полагане на битумна мушама